# Запорізький ливарно-механічний завод
Запорізький ливарно-механічний завод — підприємство металургійної промисловості в Запоріжжі.

## Про підприємство
Для підвищення операційної ефективності ПАТ «Запоріжсталь» 1 серпня 2016 року частина ремонтних цехів металургійного підприємства була виведена в окремий завод, який отримав назву «Запорізький ливарно-механічний завод».
До складу цього підприємства увійшли три цехи: ливарний, механічний та металоконструкцій. Основні види продукції — виливниці для металургійних заводів, металоконструкції, запчастини і збірни вузли. 

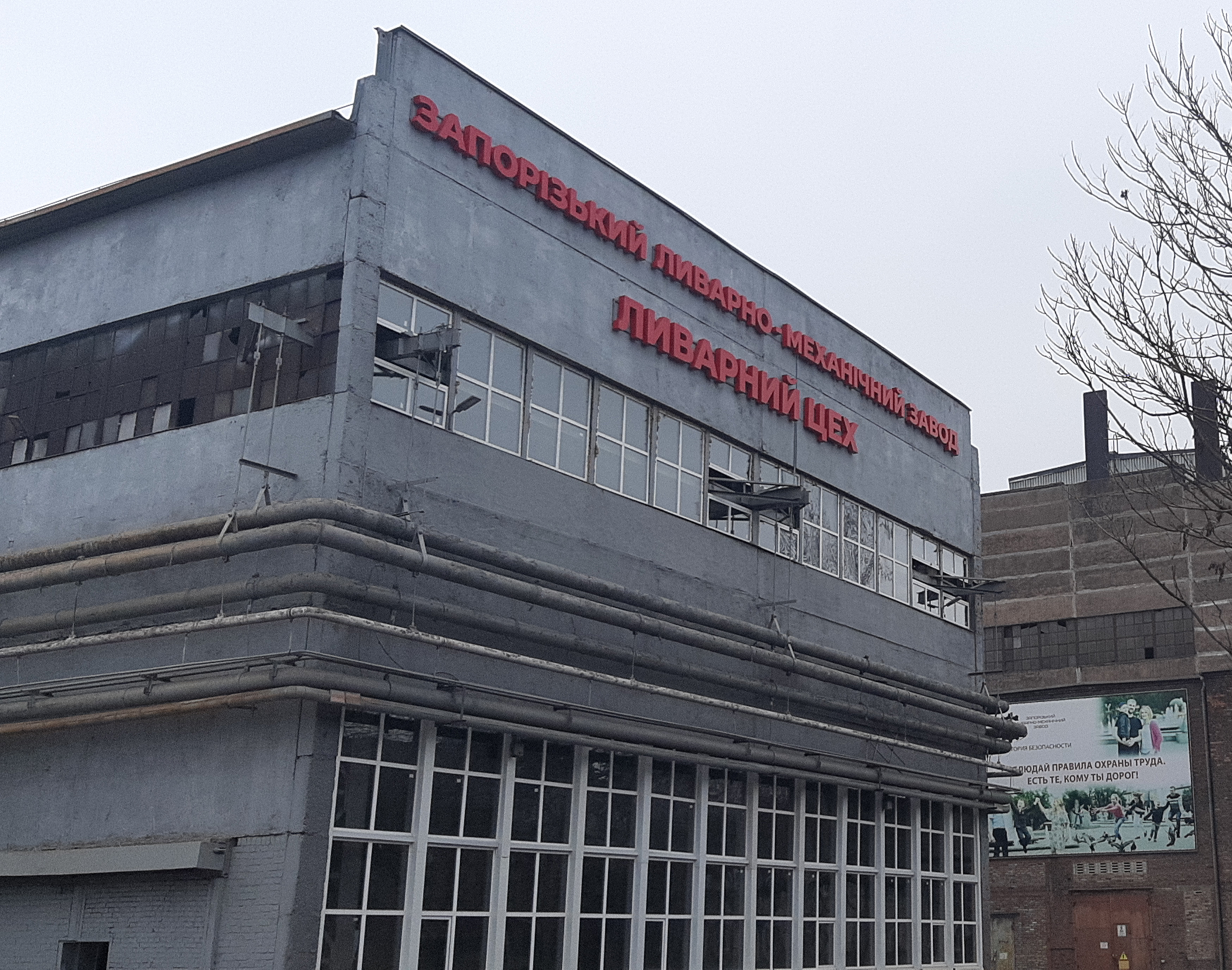
ТОВ «ЗЛМЗ» — Ливарний цех

Види діяльності: виробництво чавуну, сталі та феросплавів; виробництво порожнистих труб і фітингів зі сталі; виробництво будівельних металоконструкцій і частин конструкцій; механічна обробка металовиробів; виробництво готових металовиробів; оптова торгівля металами, металевими рудами; ремонт і технічне обслуговування машин і устатковання промислового призначення.

## Історія заводу
В 1931 році на лівому березі Дніпра в Запоріжжі почалося будівництво Дніпровського промислового комбінату (Дніпрокомбінату) — найбільшого в Європі (на той час) комплексу чорної і кольорової металургії. У нього спочатку входили коксохімічний завод, завод листових сталей (пізніше «Запоріжсталь»), шамотний завод (згодом — вогнетривкий завод), завод феросплавів (зараз це Запорізький завод феросплавів), ремонтно-механічний завод (2016 року став ливарно-механічним заводом), алюмінієвий комбінат (Запорізький виробничий алюмінієвий комбінат), завод інструментальних сталей (майбутній «Дніпроспецсталь») та інші, більш дрібні підприємства.
20 березня 1932 року завершилося будівництво фасонно-ливарного цеху (ФЛЦ), а 1 травня того ж року — ковальського цеху РМЗ. 10 жовтня 1933 року побудовано механічний цех.
Таким чином, ремонтно-механічний завод до осені 1933 року мав повний цикл виробництва запасних частин для ремонту агрегатів Дніпрокомбінату — від лиття до механічно оброблених деталей.
У травні 1934 року завод листових сталей, завод інструментальних сталей, завод феросплавів, шамотний завод і РМЗ об'єдналися в комбінат «Запоріжсталь».
На згадку про РМЗ зупинка трамвая № 3, яка розташована недалеко від заводу, вже багато років носить цю назву.
Перед тим, як в Запоріжжя увірвалися нацисти, обладнання «Запоріжсталі» було евакуйовано в тил (м. Магнітогорськ, РРФСР), а решту, зокрема й цехи колишнього РМЗ, було пошкоджено або підірвано.
18 серпня 1941 року перші снаряди нацистської артилерії, встановленої на правому березі Дніпра, впали на «Запоріжсталь». Сліди від цих снарядів досі можна бачити на даху будівлі ковальського відділення механічного цеху (колишнього ковальського цеху).
Після того, як нацисти зайняли місто, вони привезли в фасонно-ливарний, ковальський і механічний цехи своє обладнання, а також відновили частину зіпсованого, після чого налагодили ремонт легкої бронетехніки, гармат і автотехніки.
У часи німецької окупації на «Запоріжсталі» діяло антинацистське підпілля. Німцям так і не вдалося налагодити повноцінну роботу ремонтних цехів через безперервні диверсії.
1944 року, відразу після звільнення Запоріжжя, почалися роботи з відновлення металургійних підприємств, насамперед «Запоріжсталі». Передусім відновлювалися цехи колишнього ремонтно-механічного заводу, системи електроводогазопостачання, підсобного господарства.
1 квітня 1953 року на «Запоріжсталі» почав працювати котельно-ремонтний цех, який пізніше був перейменований в цех металоконструкцій (ЦМК).
1958 року на території механічного цеху побудований цех із виробництва жниварок, однак жатки та інша сільськогосподарська техніка тут практично не випускалася. За рахунок цієї будівлі, що складається з трьох прольотів, були розширені ремонтні площі механічного цеху.
1962 року був побудований найбільший у Європі ливарний цех виливниць (ЛЦВ), який виробляє виливниці з рідкого чавуну першої плавки. У цьому цеху вперше у світовій практиці почали застосовуватися рідкорухливі самотвердіючі суміші, використовувані для виготовлення форм і стрижнів.
На початку 1980-х років ковальський цех влився до складу механічного цеху.
У 1990-х роках фасонно-ливарний та ливарний цех виливниць були об'єднані в один структурний підрозділ — ливарний цех.
На початку 1990-х зі складу механічного цеху була виділена в окремий структурний підрозділ вагова майстерня, яка розширилася і носить назву «Цех технологічних ваговимірювальних систем» (ЦТВС). Нині ЦТВС входить до складу комбінату «Запоріжсталь».
З 1 січня 2006 року в механічному цеху введено в експлуатацію сучасне термічне відділення з шахтними та камерними электропечами, а також установками гарту струмами високої частоти. З цього ж часу в ливарному цеху почали функціонувати індукційні плавильні печі.
2014 року до складу механічного цеху увійшли дільниці по виробництву виробів для ремонтно-експлуатаційних потреб (РЕП) і трубних станів колишнього цеху товарів народного споживання (ЦТНС).

## Новітня історія
З 1 серпня 2016 року цехи колишнього РМЗ — механічний, ливарний, а також ЦМК — були виведені зі складу «Запоріжсталі» в окремий структурний підрозділ, названий Запорізьким ливарно-механічним заводом (ЗЛМЗ). Це єдине підприємство в Метінвесті, де ремонтні служби виведені з цехів в окремі структурні підрозділи.
Влітку 2017 року,  зупинка громадського транспорту «Сталепрокатний завод» перейменована в «Ливарно-механічний завод» згідно з петицією № 1038 від 26.07.2017 р. на сайті електронних петицій м. Запоріжжя (у зв'язку з ліквідацією сталепрокатного заводу).
21 березня 2018 р. завод був сертифікований за міжнародний стандарт енергоменеджменту ISO 50001.
20 липня 2018 р. завод був сертифікований за міжнародний стандарт, який встановлює вимоги до системи менеджменту якості «ISO 9001 «Системи управління якістю. Вимоги».
13 червня 2019 року заводу вручено сертифікат ISO 14001:2012 екологічний стандарт Міжнародної організації зі стандартизації.
З 12 квітня 2023 року Запорізький ливарно-механічний завод об'єднає під єдиним управлінням профільні підрозділи у Запоріжжі, Кривому Розі та Кам'янському, ставши багатопрофільним ремонтно-механічним заводом.

### Керівництво заводу
- 01.08.2016 р. — 10.12.2021 р. — Шрамко Євген Сергійович
- з 15.12.2021 р. — Долгозвяго Ігор Володимирович (в. о. генерального директора зі строком повноважень включно до 04.04.2022 р.)
- з 05.04.2022 р. — Долгозвяго Ігор Володимирович